# Хадзева къща (Костур)
Хадзевата къща (на гръцки: Αρχοντικό Χατζή) е възрожденска къща в град Костур, Гърция.

## Местоположение
Къщата е разположена в южната традиционна махала Долца (Долцо), на улица „Емануил Папас“.

## История
Къщата е от края на XIX век. В 1965 година къщата е обявена за защитен паметник на културата.